# Musée national de la Marine de Port-Louis
Pour les articles homonymes, voir Musée national de la Marine.
Le musée national de la Marine de Port-Louis est un musée maritime français situé dans la citadelle de Port-Louis (Morbihan), face au musée de la Compagnie des Indes. Ce musée est répertorié comme musée de France.

## Histoire
Le musée ouvre ses portes en 1962 dans le donjon, fermé en 1972 en raison du délabrement de l'édifice. En 1975 est lancée une réflexion autour du musée de la Mer pour l'Atlantique. Ce projet comprend une partie culturelle basée à l'intérieur de la citadelle, et un musée à flot situé sur le pâtis (projet de creusement des parties enherbées de la citadelle.) Les premiers travaux démarrent vers 1980. Ils consistent d'abord en la démolition des structures les plus récentes pour gommer les traces laissées par les XIXe et XXe siècles sur la citadelle, afin de lui rendre l'aspect qui était le sien lors de la période révolutionnaire.
Puis le projet de musée de la Mer est abandonné et l'espace intérieur est récupéré par le musée national de la Marine qui ouvre quelques salles présentant principalement des maquettes et des embarcations, dont la salle des Bateaux à l'emplacement de l'exposition actuelle du Sauvetage en mer. Dans la poudrière sont présentés des éléments d'artillerie, dont certains proviennent de l'ancien centre d'essais DGA de Gâvres. L'arsenal devient espace d'exposition en 1978.
Le musée national de la Marine étudie ensuite un projet de salles consacré à l'archéologie sous-marine, et l'exposition Trésors d'Océans ouvre ses portes en 2002. Enfin, en 2005, est inaugurée la présentation de Sauvetage en mer. Ces deux expositions sont présentées dans l'aile sud de la caserne Lourmel.

## Collections
Les collections du musée de la Marine s'étendent dans une partie des salles qui bordent la place d'armes. La première partie est consacrée à l'épopée du sauvetage en mer. Elle raconte le quotidien des gens de mer qui risquaient leur vie pour sauver celle des autres, à l'aide d'une collection unique d'objets anciens, de maquettes de navires et de témoignages sonores et vidéos. Le canot de Philippe de Kerhallet, construit au XIXe siècle au Havre et restauré à la fin des années 1970, est un exemple de ce patrimoine exceptionnel.
La seconde partie transporte le visiteur sur les routes maritimes de l'Extrême-Orient. Le parcours de visite débute par l'évocation des routes commerciales par le biais d'instruments de navigation anciens et d'une partie des maquettes de la collection de l'amiral François-Edmond Pâris, puis l'archéologie sous-marine est abordée grâce aux objets issus des fouilles de l'épave du Mauritius, navire hollandais qui a fait naufrage au large du Gabon en 1609. Enfin, dans la dernière partie consacrée à la fouille d'épaves de jonques et d'un navire de la compagnie anglaise des Indes, le Griffin retrouvées en mer de Chine et en mer des Philippines, est présentée une importante collection de porcelaines.

## Expositions temporaires
- Immersion (17 mai 2023 - 7 janvier 2024
- Virginie Hériot. Une navigatrice au sommet de l’Olympe (18 mai - 04 novembre 2024)